# Daniel J. Jones
Daniel J. Jones est un ancien enquêteur du Sénat américain, plus connu pour son rôle dans la direction de l'enquête sur l'utilisation de la torture par la CIA à la suite des attentats du 11 septembre 2001. Jones est le fondateur et président d'Advance Democracy, Inc. (ADI), une organisation sans parti et à but non lucratif qui mène des enquêtes d'intérêt public dans le monde entier qui promeut « la responsabilité, la transparence et la bonne gouvernance ». Jones est également le fondateur de The Penn Quarter Group, un conseil en recherche et enquête dont le siège est à Washington.
Auparavant Jones a travaillé comme enquêteur pour le Sénat et le Federal Bureau of Investigation (FBI). En tant que membre du comité sénatorial spécial du renseignement, il a mené plusieurs enquêtes de premier plan, notamment le plus grand examen d'investigation de l'histoire du Sénat, Rapport de la commission du renseignement du Sénat sur la torture de la CIA, mieux connu sous le nom de The Torture Report. Sur la base de plus de 6,3 millions de pages de documents classifiés, l'enquête a été décrite par le Los Angeles Times comme « l'examen le plus complet des tactiques américaines de collecte de renseignements depuis des générations ».
Le travail d'enquête de Jones sur le comité sénatorial du renseignement est détaillé dans une série en trois parties dans The Guardian en septembre 2016. En 2019, son travail fait l'objet d'un grand film, The Report, où il est interprété par Adam Driver.
Jones est actuellement[Quand ?] membre du Carr Center for Harvard's Policy for Human Rights Policy.

## Biographie

### Enfance et éducation
Jones est originaire de Pennsylvanie et est diplômé du Elizabethtown College, de l'université Johns-Hopkins et de la John F. Kennedy School of Government de l'université Harvard. Après l'université, il travaillé comme enseignant au collège avec Teach for America, un programme de service national AmeriCorps. Jones passe quatre ans avec le Federal Bureau of Investigation avant de rejoindre le comité sénatorial américain du renseignement sous la direction de son président de l'époque, le sénateur Jay Rockefeller. Jones travaille ensuite pour la sénatrice Dianne Feinstein lorsqu'elle est devenue présidente du comité sénatorial spécial des États-Unis sur le renseignement.

### The Torture Report
Jones est l'enquêteur principal et l'auteur du Rapport de la commission du renseignement du Sénat sur la torture de la CIA, la plus grande enquête de l'histoire du Sénat américain. Selon le The Washington Post, Jones a travaillé aux côtés d'Alissa Starzak, une ancienne avocate de la CIA, qui a ensuite quitté le comité en 2011, pour une première enquête sur la destruction par la CIA de cassettes vidéo d'interrogatoire.
Jones quitte le Comité peu de temps après l'achèvement du rapport.

### Vie privée
Lors de sa participation au programme AmeriCorps Teach for America, Jones est nommé parmi les 100 célibataires les plus éligibles[Quoi ?] de People, aux côtés de George Clooney et Matt Damon,. Il fait partie du Board of Advocates for Human Rights First et dirige actuellement son propre cabinet de recherche et de conseil d'enquête, The Penn Quarter Group, ainsi que l'organisation à but non lucratif Advance Democracy, Inc. Il est actuellement fellow au Carr Center for Harvard's Policy for Human Rights Policy.